# Marracash
Marracash, pseudonimo di Fabio Bartolo Rizzo (Nicosia, 22 maggio 1979), è un rapper italiano.
Il rapper ha esordito nel 2005 con il mixtape auto-prodotto Roccia Music I, il quale ha visto la partecipazione del collettivo Dogo Gang e di altri artisti appartenenti alla scena hip hop italiana. Il mixtape ha ottenuto un riscontro significativo nel panorama underground hip hop e lo ha portato alla firma di un contratto discografico con la Universal Music Group, con la quale nel 2008 ha pubblicato il primo album solista, l'omonimo Marracash.
Nel 2013 ha fondato insieme al produttore Shablo l'etichetta discografica indipendente Roccia Music, che vedeva coinvolte figure affermate ed emergenti dell'hip hop italiano, tra rapper, produttori e DJ, come Sfera Ebbasta, Achille Lauro, Fred De Palma, Luchè, CoCo, TY1. Nel 2022 ha vinto il premio targa Tenco come miglior album in assoluto grazie a Noi, loro, gli altri.

## Biografia

### Primi anni
Nato nel 1979 a Nicosia, in Sicilia, da madre bidella e da padre camionista, ha un fratello minore. Successivamente la famiglia si è trasferita a Milano, nel quartiere periferico della Barona. Fino all'età di dieci anni ha vissuto in una casa di ringhiera di via Bramante, per un periodo in un monolocale che il padre condivideva con cinque colleghi e, in seguito, con la madre in un appartamento dello stesso stabile.
Ottenuto il diploma di perito elettronico, Rizzo incide le sue prime strofe sotto lo pseudonimo di Juza delle Nuvole, comparendo nel demo del 1999 The Royal Rumble di Prodigio, a fianco di Jake La Furia, Guè, Vincenzo da Via Anfossi e Dargen D'Amico. Il nome d'arte Marracash viene adottato definitivamente dall'artista perché da piccolo, essendo siciliano e avendo il viso ben marcato, gli altri bambini gli diedero l'appellativo di «marocchino». È affetto da una forma non grave di disturbo bipolare, risultando un tema ricorrente nei suoi brani.
Durante un'intervista televisiva su All Music del 7 luglio 2008, l'artista ha affermato che da bambino i suoi gruppi musicali preferiti erano i Metallica e gli 883.

### 2004-2007: Esordi con la Dogo Gang eRoccia Music I

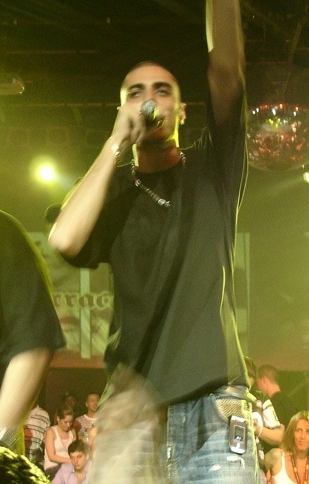
Marracash nel 2007

Il suo esordio risale al 2004 nel mixtape PMC VS Club Dogo - The Official Mixtape, prodotto nato dalla collaborazione tra i Club Dogo e la Porzione Massiccia Crew, rispettivamente di Milano e Bologna. Nello stesso anno prende vita il collettivo Dogo Gang, all'interno del quale la militanza di Marracash va consolidandosi gradualmente, segnando una nuova tappa con la partecipazione all'interno di Regular, album di Don Joe e Grand Agent, e di Hashishinz Sound Vol. 1, di Guè e Deleterio.
Nel 2005, sotto etichetta Area Di Contagio, Marracash ha pubblicato Popolare, singolo prodotto da Don Joe reso disponibile per il download gratuito per gli utenti della rete. Il brano ha anticipato la pubblicazione del mixtape Roccia Music I, mixtipe a cui hanno collaborato la Dogo Gang (Club Dogo, Vincenzo da Via Anfossi, Deleterio e Ted Bundy) e ospiti come Inoki, Co'Sang, Rischio, Shablo, Misa e Royal Mehdi. Il disco contiene anche il remix di Popolare, realizzato da Bassi Maestro.
Nel 2007 Marracash accompagna i Club Dogo nella loro ascesa nel mainstream. Nello stesso anno partecipa al disco Struggle Music (DJ Shocca e Frank Siciliano) nel brano Con i soldi in testa.

### 2008-2010:MarracasheFino a qui tutto bene
Il 13 giugno 2008 esce il primo disco solista del rapper pubblicato da una major, la Universal, Marracash. Le basi del disco sono tutte affidate a Don Joe e Deleterio, beatmaker interni alla Dogo Gang, gli ospiti sono Guè e J-Ax in Fattore Wow!, Vincenzo da Via Anfossi e Jake La Furia nel brano Quello che deve arrivare (arriva arriva) e i Co'Sang nella traccia Triste ma vero. Dal disco sono stati estratti due singoli: Badabum Cha Cha (che diventa un tormentone estivo) e Estate in città. Il 24 ottobre esce il singolo Non confondermi, che anticipa l'uscita della riedizione di Marracash, la quale contiene altri due brani inediti: La mia prigione e La via di Carlito. L'ultimo singolo estratto dall'album è Tutto questo. Nel 2008 Marracash realizza anche la sigla musicale della trasmissione radiofonica di Radio Deejay Pinocchio.

Nel 2009 ha partecipato insieme ad altri 55 cantanti italiani alla realizzazione di Domani 21/04.2009, brano musicale pubblicato in via benefica per ricordare le vittime colpite dal Terremoto dell'Aquila del 2009. Verso la fine dell'anno esce il brano Cani pazzi, il quale ha anticipato il secondo album di Marracash Fino a qui tutto bene. L'8 maggio 2010 viene presentato ai TRL Awards 2010 il primo singolo Stupido. Fino a qui tutto bene viene pubblicato il 13 luglio 2010 e contiene collaborazioni con Giusy Ferreri (Rivincita) e Fabri Fibra (Stupidi). Le produzioni sono affidate a Deleterio, Don Joe, Crookers, The Bloody Beetroots e The Buildzer. Nello stesso periodo collabora nuovamente con Fabri Fibra al singolo Qualcuno normale, presente in Controcultura; al riguardo, Marracash ha dichiarato:
Nel 2010 Marracash scrive la sigla per il programma televisivo in onda su Rai 3 GAP e il 26 settembre 2010 partecipa, accompagnato da Fabri Fibra, al festival musicale Woodstock 5 Stelle organizzato a Cesena dal blog di Beppe Grillo e trasmesso dal canale televisivo nazionale Play.me, che proprio con questa diretta aprì la neonata emittente.

### 2011-2012:King del rap
Il 31 ottobre 2011 Marracash ha pubblicato il terzo album King del rap, caratterizzato dalla partecipazione di vari artisti appartenenti alla scena hip hop italiana come Fabri Fibra, Jake La Furia e Guè dei Club Dogo, J-Ax e i Co'Sang. Al fine di promuovere il disco, l'artista ha presentato a settembre il singolo omonimo e a metà ottobre il mixtape Roccia Music II, quest'ultimo reso disponibile gratuitamente per una settimana e contenente i dieci brani originariamente resi disponibili sul canale YouTube del rapper nel corso dell'estate.
Dopo la pubblicazione dell'album, il 22 dicembre Marracash conduce la prima puntata di MTV Spit, programma televisivo incentrato sulle rap battle tra artisti della scena underground hip hop. Nella puntata in questione, chiamata Spit Gala in quanto sono presenti alcuni degli esponenti del rap italiano in qualità di giudici (Fabri Fibra, Club Dogo e J-Ax) si sono affrontati i rapper Clementino, Kiave, Ensi e Rancore. Il programma vero e proprio è partito il 9 marzo 2012, sempre su MTV.
Nel mese di ottobre 2012 Marracash annuncia la fondazione della Roccia Music, etichetta discografica indipendente.

### 2013-2015:Status

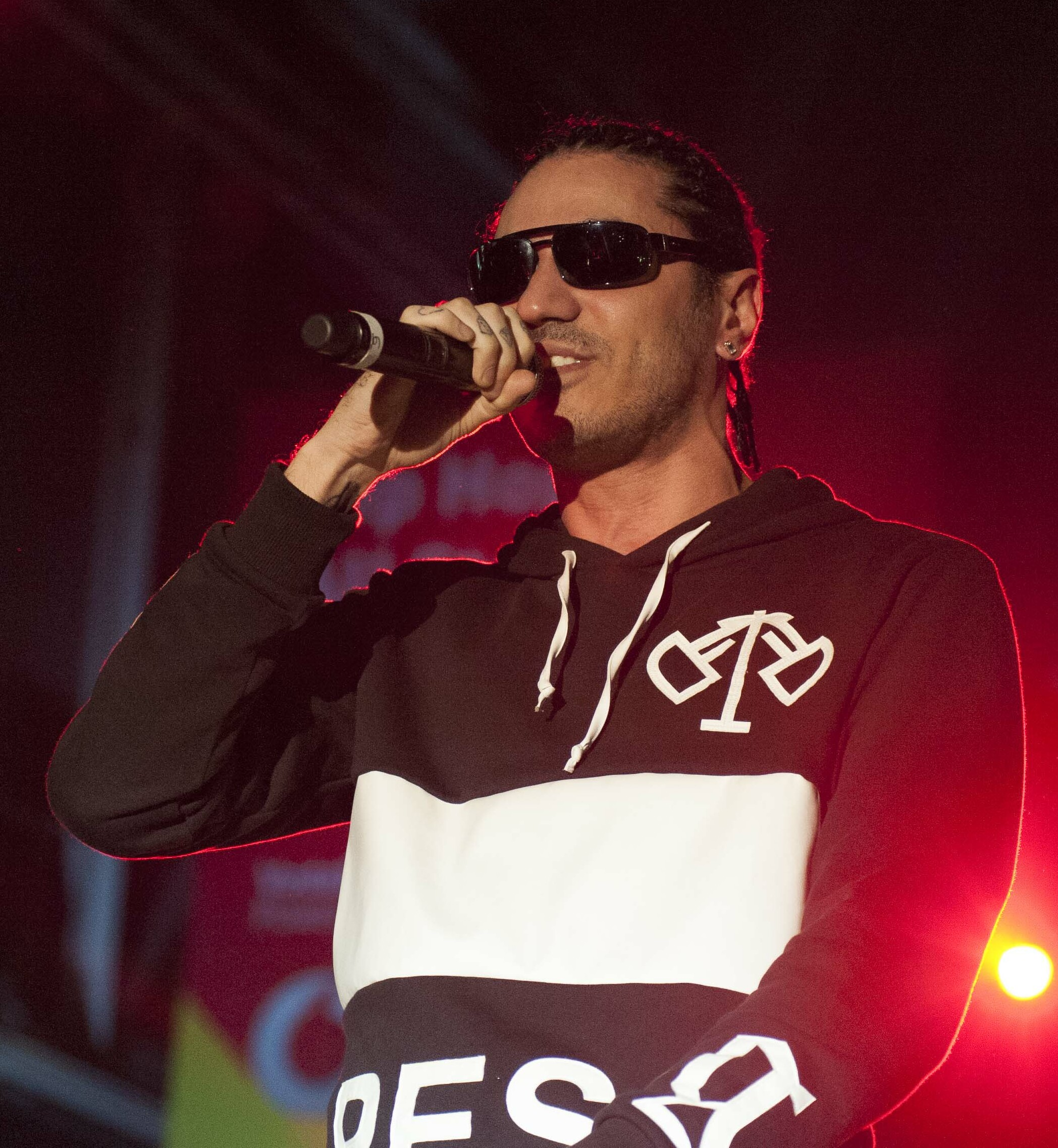
Marracash in concerto dal vivo a Milano, 19 marzo 2014

Il 18 gennaio 2013 durante il programma The Flow, Marracash ha annunciato la lavorazione al quarto album in studio, la cui uscita era prevista per la fine del 2013. Il 21 giugno 2013, il rapper ha annunciato su Twitter di essere sul set di un nuovo video, successivamente rivelatosi essere quello del singolo estivo La tipa del tipo, realizzato con DJ Tayone e pubblicato il 28 giugno.
Nel corso dell'anno, il rapper ha annunciato l'uscita di Genesi, album della Roccia Music che racchiude brani registrati dagli artisti appartenenti al collettivo, tra cui lo stesso Marracash, e altri non appartenenti ad esso come Jake La Furia e Guè dei Club Dogo. Tutti i brani presenti nel disco verranno successivamente inseriti nei dischi che usciranno per l'etichetta, il primo di questi è stato Achille Idol immortale di Achille Lauro.
Il 21 novembre 2013 il rapper ha pubblicato un trailer su YouTube in cui ha annunciato il suo quarto album, intitolato Status e previsto inizialmente per il 2014. Il 6 maggio il rapper pubblica il primo singolo estratto dall'album, ovvero l'omonimo Status, per poi annunciare il rinvio della pubblicazione del quarto album per il 20 gennaio 2015. L'album ha debuttato alla seconda posizione della classifica italiana degli album, dietro a Parole in circolo di Marco Mengoni.
Da esso sono stati estratti altri quattro singoli, di cui due passarono nelle stazioni radiofoniche italiane: In radio e Nella macchina, quest'ultimo realizzato in duetto con il cantautore italiano Neffa. In radio è stato successivamente presentato dal rapper in occasione della sua partecipazione al Summer Festival 2015, ottenendo una nomination per il Premio RTL 102.5 - Canzone dell'estate. Il 21 dicembre Marracash ha annunciato la riedizione di Status, denominata Vendetta Edition e costituita da un CD aggiuntivo che racchiude brani inediti, remixati e dal vivo, oltre a un DVD contenente l'intero concerto tenuto dal rapper presso il Carroponte di Milano. L'uscita della riedizione, avvenuta il 22 gennaio 2016, è stata preceduta dai singoli inediti Catatonica e Niente canzoni d'amore, rispettivamente pubblicati il 22 dicembre 2015 e il 15 gennaio 2016; Niente canzoni d'amore ha ottenuto un buon successo in Italia, venendo certificato disco di platino dalla FIMI per le oltre 50 000 copie vendute.

### 2016-2018:Santeria, collaborazione con Guè
Il 4 gennaio 2016, attraverso i social network, il rapper ha annunciato la realizzazione di un album in studio insieme a Guè. Pubblicato il 24 giugno dello stesso anno, l'album si intitola Santeria ed è composto da quindici brani, tra cui il singolo apripista Nulla accade, uscito il 7 giugno. L'album, promosso anche dal singolo Insta Lova e dal videoclip di Salvador Dalí, è stato successivamente ripubblicato il 2 dicembre con l'aggiunta di ulteriori inediti, tra cui il singolo Ninja.
Il 31 marzo 2017 il duo ha pubblicato l'album dal vivo Santeria Live, contenente l'intero concerto da loro tenuto presso l'Alcatraz di Milano. Il 3 luglio è stato pubblicato il videoclip del brano Tony, l'ultimo tratto da Santeria e girato a Bogotà.

Firma di Marracash

L'8 giugno 2018 Marracash ha annunciato la ripubblicazione del suo album di debutto, avvenuta il 22 dello stesso mese. Intitolato Marracash - 10 anni dopo, la riedizione contiene un secondo disco composto da brani inediti, rifacimenti di canzoni storiche del rapper (come Badabum Cha Cha e Popolare), rarità e la collaborazione dei rapper Rkomi e Fabri Fibra.

### 2019-2020: Collaborazioni,Persona
Il 15 marzo 2019 è uscito il singolo F.A.K.E. di Don Joe, realizzato con la partecipazione di Jake La Furia e Marracash. Il brano è per Marracash una parentesi in un lungo periodo di assenza sia dalla scena musicale sia dai social, iniziato poco dopo la pubblicazione della riedizione di Marracash. Ritorna a far parlare di sé con un lungo post su Instagram pubblicato il 16 maggio successivo, in cui, tra le righe di una aperta critica al mondo dei social, dichiara di aver pressoché terminato la scrittura del quinto album, oltre ad aver concluso la stesura del suo primo libro, scritto interamente di suo pugno.
Il 12 giugno 2019 è stato pubblicato il singolo Margarita, realizzato insieme a Elodie. Il 5 luglio successivo è invece uscito il mixtape Machete Mixtape 4, nel quale Marracash è presente nel singolo Marylean in collaborazione con Salmo e Nitro. L'autunno di quell'anno ha visto il rapper partecipare anche nei brani Fiori, insieme a Guè, di Gemitaiz e MadMan (presente in Scatola nera) e Occh1 Purpl3 di Thasup (contenuto in 23 6451).
Il 31 ottobre 2019 Marracash ha pubblicato il sesto album Persona, promosso dal singolo Bravi a cadere - I polmoni. Il disco ha ricevuto il plauso della critica specializzata, che lo considera come un «classico istantaneo» del genere; la rivista musicale Rolling Stone Italia lo ha nominato album migliore dell'anno. Commercialmente parlando, Persona ha debuttato in vetta alla Classifica FIMI Album con nove brani su quindici presenti nella top 10. Nel 2020 esce il singolo Neon - Le ali in collaborazione di Elisa, originariamente scartato dalla lista tracce di Persona.

### 2021-2023:Noi, loro, gli altri

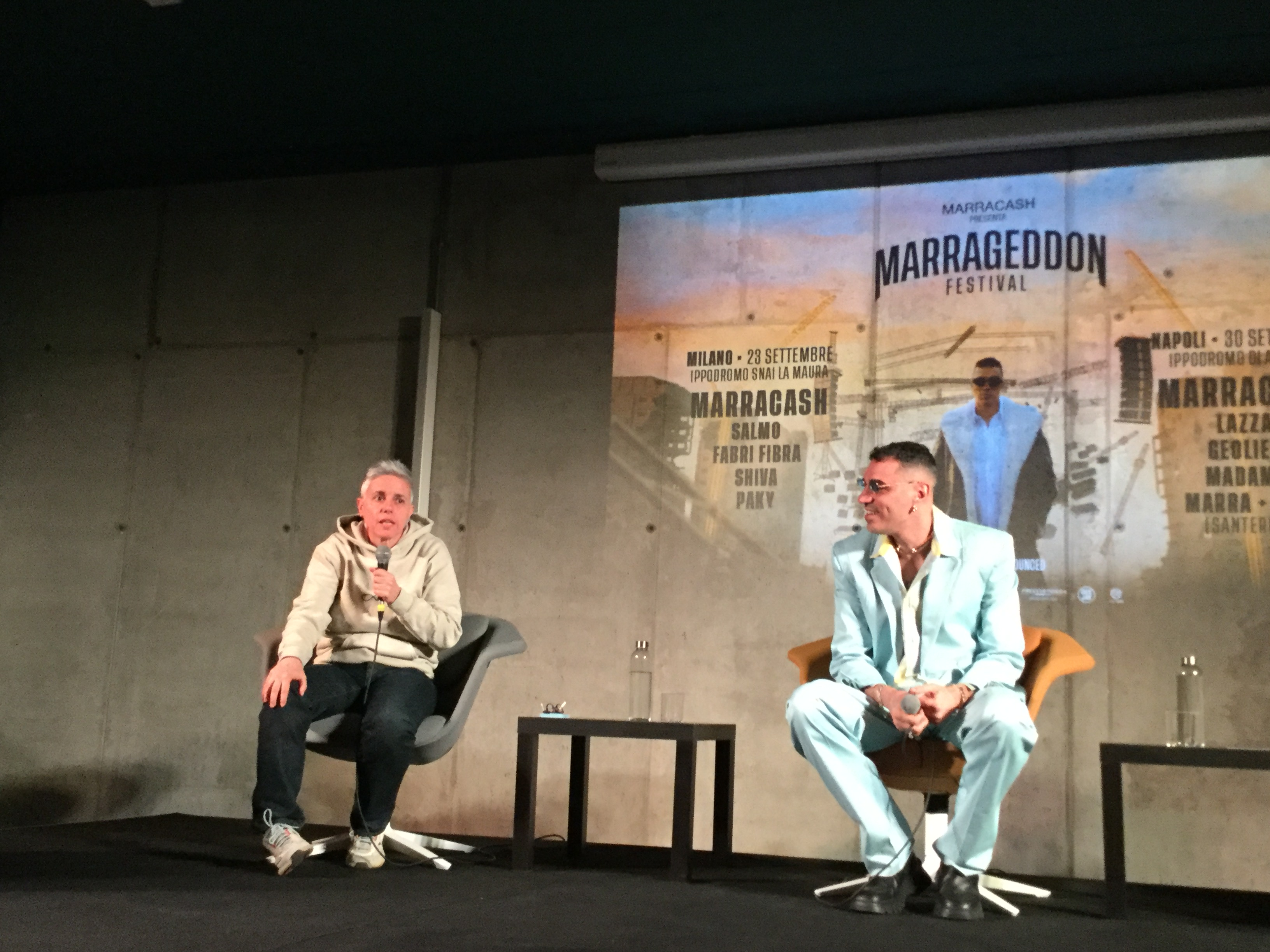
Marracash e Paola Zukar nel 2023, durante la conferenza stampa per il Marrageddon Festival

Il 17 novembre 2021 annuncia a sorpresa tramite Instagram il suo settimo album in studio Noi, loro, gli altri, pubblicato due giorni più tardi. Il disco, composto da quattordici tracce, è stato interamente prodotto da Zef e Marz e presenta tre ospiti: Guè, Calcutta e Blanco. Il disco è stata accolto con ampi consensi da parte di pubblico e critica, venendo elogiato come uno dei migliori dell'anno e premiato dalla FIMI con sette dischi di platino per aver superato la soglia delle 350 000 copie vendute. Il primo estratto del disco è stato Crazy Love, promosso dal relativo video. Nel corso del 2022 vengono pubblicati i video del brano numero uno in classifica Infinity Love (con Guè) e di Dubbi, quest'ultimo girato in animazione e le cui tavole sono state presentate in anteprima durante un'esposizione presso la Galleria Assab One di Milano.
Nel marzo 2022 Vasco Rossi ha pubblicato il singolo La pioggia alla domenica, in una nuova versione incisa con la partecipazione di Marracash. Il 1º aprile dello stesso anno affianca Luchè al singolo Le pietre non volano, primo estratto dall'album di lui Dove volano le aquile. Sempre nel 2022, si è tenuto il Persone Tour presso i palasport di tutta la penisola, comprensivo degli spettacoli originariamente previsti nel 2020 ma posticipati a causa della pandemia di COVID-19. Il 9 dicembre seguente è uscita l'edizione deluxe di Noi, loro, gli altri, promossa dal singolo Importante.
Nel settembre 2023 ha tenuto due concerti speciali a Milano e Napoli come parte del suo Marrageddon Festival, evento che ha visto la partecipazione di numerosi artisti italiani e che ha totalizzato la vendita di 140 000 biglietti complessivi.

### 2024-presente:È finita la pacee tour negli stadi
Il 18 aprile 2024 è stato reso ufficiale il suo primo tour, interamente negli stadi italiani, fissato all'estate 2025 in seguito alla pubblicazione del settimo album di inediti. Quest'ultimo, intitolato È finita la pace, è stato pubblicato a sorpresa il 13 dicembre 2024.
Nell'autunno del 2024 firma e interpreta il brano La banalità del male, canzone impiegata nei titoli di coda della miniserie televisiva Qui non è Hollywood di Disney+.

## Controversie

### Nesli
Nel 2006 Marracash criticò i testi di Nesli nel brano Popolare, accusandolo di dire falsità riguardanti la sua provenienza sociale, iniziando una rivalità tra i due. L'anno seguente, infatti, Nesli rispose a Marracash con il brano La vita è solo una, accusandolo di fare unicamente «rime da quartiere» e di essere un «chiacchierone». La risposta di Marracash è arrivata nel 2008 con il brano Dritto al punto, nel quale rovescia le citazioni fatte dal rapper marchigiano, il quale ha risposto con Riot, chiudendo il dibattito. In un'intervista concessa al sito hotmc.com, Nesli ha tuttavia negato di avere avuto dissidi con Marracash.

### Mondo Marcio
Nel 2008 Marracash prese in giro il rapper Mondo Marcio nel brano non ufficiale Myspace Freestyle 2008, accusandolo di inventarsi storie di spaccio nei suoi testi. Mondo Marcio rispose nella traccia di Sody Non ti serve nessun altro del 2011. Nel 2018 il brano fu riproposto all'interno del contenuto bonus della riedizione del primo album di Marracash, scatenando l'ira di Mondo Marcio.
Un'altra critica avvenne nel 2014, quando Mondo Marcio accusò Marracash di avergli copiato l'idea del suo video Senza cuore per quello di Status. Marracash rispose dicendo di non aver visto il video aggiungendo "non seguo la serie B". Mondo Marcio rispose mostrando una foto degli MTV Hip Hop Awards del 2012, dove sono presenti lui, Emis Killa, Fedez, Ensi e Marracash durante la premiazione del video di Senza cuore, aggiungendo «Se è così che NON vedi i video ... figuriamoci le linee di abbigliamento», accusando ulteriormente Marracash di aver realizzato una linea d'abbigliamento simile alla sua. Marracash rispose su Facebook pubblicando il documento dell'Ufficio Brevetti e Marchi, che afferma che «non è stata rilevata l'esistenza di altri brand strettamente vicini al nostro».
Nel 2016 Mondo Marcio pubblicò il videoclip del suo brano Un altro giorno, girato in Barona, il quartiere di Marracash, che sentitosi tirato in causa ha pubblicamente accusato il collega di avere poca originalità.

### Povia
Nell'estate del 2013 il cantante Povia ha pubblicato attraverso il proprio canale YouTube un videomessaggio rivolto ai rapper italiani degli anni duemila, definendoli «rappaminkia» e criticandoli in quanto «dicono tanto che vengono dal ghetto poi fanno i video nelle piscine, con tutte quelle fighette». In seguito a queste affermazioni alcuni rapper, tra cui anche Marracash, hanno risposto alla critica attraverso alcuni insulti e provocazioni, al punto che Povia ha risposto su Facebook che «ci sono veri rappers e rappaminkia».

### Fedez
La manager Paola Zukar, nel suo libro Rap. Una storia italiana del 2017, rivelò come Fedez nel 2014 contattò privatamente Marracash per chiedergli se avesse potuto insultarlo nella sua canzone del 2014 Veleno per topic, richiesta che venne negata dal rapper. Nel 2014 Marracash scrisse tramite il proprio profilo Facebook: «aver fatto il feat a Fedez è uno dei pochi rimorsi che ho nella vita», riferendosi alla loro collaborazione del 2011 Blues, contenuta in Il mio primo disco da venduto, figurante anche una strofa di Guè. Dopo aver velatamente attaccato Fedez e J-Ax nella traccia Purdi, contenuto in Santeria, il 14 gennaio 2017, questi ultimi hanno rilasciato un'intervista al Corriere della Sera, in cui hanno commentato lo stile musicale adottato dai colleghi J-Ax e Fedez, all'epoca reduci dalla pubblicazione di Comunisti col Rolex, criticando i suddetti artisti di fare musica pop travestita da musica hip hop, accusandoli di mascherare con falsi buoni propositi il loro unico intento nel fare numeri e soldi. Fedez ha risposto alle accuse sostenendo che i due rapper criticassero appositamente il duo con il fine di ottenere visibilità, alludendo che Marracash fosse un codardo, raccontando di averlo incontrato ad una sfilata di Moschino dandogli del «c*glione», con quest'ultimo che, a detta di Fedez, si limitò ad abbassare lo sguardo; Marracash, riferendosi a Fedez come «nano con la sindrome di Napoleone», smentì quanto detto da Fedez, affermando che il collega non avesse nemmeno cercato il contatto visivo con lui in quell'occasione, ironizzando sulla scelta di Fedez di presenziare alle sfilate con dei bodyguard. In risposta, Fedez ha affermato che Marracash e Guè avessero «bisogno di vendere 2 copie in più».
Nel 2021 Marracash ha pubblicato l'album Noi, loro, gli altri, al cui interno figura il brano Cosplayer, nel cui testo pronuncia "Dio mi salvi dalle commedie, dai cosplayer, da chi sposa la causa solo quando gli conviene", ammettendo successivamente al Corriere della Sera di essersi direttamente rivolto a Fedez con quelle parole, affermando: «Non è una cosa personale. Io e lui abbiamo visioni della vita opposte e antitetiche. Lui rappresenta quelli che si impegnano oggi per una cosa e domani per un'altra senza avere credibilità, senza conoscere il problema». Fedez replicò sui suoi account social di essere dispiaciuto nel leggere una frase del genere «da una persona come Marracash che reputo intelligente e sensibile», alludendo che il suo discorso si basasse su ragionamenti insensati.

## Discografia

### Da solista
Album in studio
- 2008 – Marracash
- 2010 – Fino a qui tutto bene
- 2011 – King del rap
- 2015 – Status
- 2016 – Santeria (con Guè)
- 2019 – Persona
- 2021 – Noi, loro, gli altri
- 2024 – È finita la pace

Album dal vivo
- 2017 – Santeria Live (con Guè)

### Con la Dogo Gang
- 2004 – PMC VS Club Dogo - The Official Mixtape
- 2008 – Benvenuti nella giungla

## Tournée
- 2011/12 – King del rap tour
- 2015 – Status tour
- 2016 – Vendetta tour
- 2017 – Santeria Live tour (con Guè)
- 2022 – Persone tour
- 2025 – Marra stadi

## Riconoscimenti
- 2008 – Artista dell'anno ai M.E.I. Meeting delle etichette indipendenti[81]
- 2012 – Best Collaboration agli MTV Hip Hop Awards con il brano Se il mondo fosse con Emis Killa, Club Dogo e J-Ax
- 2012 – Best Artist agli MTV Hip Hop Awards[82]
- 2015 – Wind Music Awards 2015 come "Premio CD Oro" per l'album Status[83]
- 2022 – Targa Tenco al miglior disco in assoluto per l'album Noi, loro, gli altri[8]